# Säritz
Säritz, niedersorbisch Zarěc, ist ein Gemeindeteil von Kemmen, das Ortsteil der Stadt Calau im nördlichen Teil des südbrandenburgischen Landkreises Oberspreewald-Lausitz ist.

## Lage
Säritz liegt in der Niederlausitz im Naturpark Niederlausitzer Landrücken an der Kleptna. Östlich von Säritz liegt die Stadt Calau. Südöstlich folgt der Calauer Ortsteil Werchow. Im Süden folgen Kemmen und der Kemmener Gemeindeteil Schadewitz. Westlich von Säritz befindet sich der Ortsteil Groß Mehßow mit Klein Mehßow. Im Nordwesten grenzt Säritz an Mallenchen und Erpitz. Im Norden und Nordosten folgen Buckow und Mlode.

## Geschichte

### Ortsgeschichte
Säritz wurde erstmals 1461 erwähnt. Der Name bezeichnet einen hinter einem Bach, in diesem Fall die Kleptna, gelegenen Ort. Za bedeutet im niedersorbischen hinter und Rěka Bach. 1463 wurde der als Seritz und 1554 als Serytz genannt. Im Jahr 1843 wurde die sorbische Namensform Zarjec und Zarěc genutzt. Seit dem Jahr 1635 war der Ort der sächsischen Landvogtei als Amtsdorf unterstellt.
Im Ergebnis des Wiener Kongresses kam Säritz an das Königreich Preußen und gehörte zum Landkreis Calau. Nach dem Zweiten Weltkrieg gehörte Säritz ab 1950 zum Landkreis Senftenberg und kam 1952 zum neugegründeten Kreis Calau im Bezirk Cottbus. Am 1. Mai 1974 wurde Säritz nach Kemmen eingemeindet. In den 1980er Jahren lag Säritz in einem Bergbauschutzgebiet und war durch die Devastierung bedroht. Nach der Wende wurden die Planungen zur Öffnung des Feldes Calau-Süd wieder verworfen.
Am 26. Oktober 2003 wurde Kemmen mit Säritz sowie mit den Orten Mlode, Groß Mehßow, Saßleben, Bolschwitz und Werchow in die Stadt Calau eingegliedert. Der Ort gehört seit 2010 zum Kirchenkreis Niederlausitz.

### Einwohnerentwicklung
| Einwohnerentwicklung in Säritz von 1875 bis 1971 | Einwohnerentwicklung in Säritz von 1875 bis 1971 | Einwohnerentwicklung in Säritz von 1875 bis 1971 | Einwohnerentwicklung in Säritz von 1875 bis 1971 |
| Jahr                                             | Einwohner                                        | Jahr                                             | Einwohner                                        |
| ------------------------------------------------ | ------------------------------------------------ | ------------------------------------------------ | ------------------------------------------------ |
| 1875                                             | 199                                              | 1890                                             | 163                                              |
| 1910                                             | 162                                              | 1925                                             | 161                                              |
| 1933                                             | 160                                              | 1939                                             | 159                                              |
| 1946                                             | 170                                              | 1950                                             | 171                                              |
| 1964                                             | 164                                              | 1971                                             | 157                                              |

## Wirtschaft und Infrastruktur
Westlich des Ortes verläuft die Bundesautobahn 13 und nördlich die Bundesautobahn 15. Der Ort ist landwirtschaftlich geprägt.